# Паркер, Хайд (старший)
Хайд Паркер Старший (англ. Hyde Parker, Sr.; 25 февраля 1714—1782?) — британский адмирал, основатель морской офицерской династии, отец Хайда Паркера Младшего.

## Биография
Родился в семье преподобного Хайд Паркера (ум. 1726) и Мэри Ривз. Внук Генри Паркера (1640—1713), 2-го баронета Паркера из Мелфорд-холла, который в 1670-х — 1700-х годах неоднократно избирался в Парламент.
Паркер начал свою карьеру с морской торговли, поступил в Королевский флот в 24-летнем возрасте, был произведён в лейтенанты в 1744 году. В последние годы Семилетней войны он служил в Индии и участвовал в сражениях при Пондишерри (1761) и Маниле (1762).
В 1778 году Паркер был направлен в Северную Америку вторым по должности офицером тамошнего британского флота и командовал в ряде столкновений с французскими военно-морскими силами у Мартиники. В 1781 году, возвращаясь в Англию, Паркер столкнулся в Северном море с голландским флотом и вынужден был принять бой у Доггер-банки, который свёл вничью.
Заявив о том, что английские суда не были оснащены необходимым для такого сражения образом, Паркер подал в отставку, но в следующем году принял назначение в Вест-Индию. Однако флагманский корабль Паркера «Катон» (англ. Cato) пропал без вести в Атлантическом океане.
Незадолго до смерти 10 июля 1782 года унаследовал от неженатого старшего брата титул баронета. От брака с Сарой Смитсон оставил двух сыновей, старший из которых стал 6-м баронетом Паркером из Мелфорд-холла, а младший — адмиралом.